# Mohoua
Mohoua là một chi chim trong họ Pachycephalidae.